# Telecom 2C
Telecom 2C è un satellite per telecomunicazioni francese.
Il satellite non è più attivo e si trova in un'orbita inclinata. Atlantic Bird 3, posizionato a 5° O, ha ereditato le trasmissioni di Telecom 2C in banda Ku.

## Ricezione
Il satellite poteva essere captato nella Penisola araba, in Africa occidentale, Sudafrica e Brasile.